# 錫達海茨 (馬里蘭州)
錫達海茨（英語：Berwyn Heights）是位於美國馬里蘭州佐治王子縣的一個普查規定居民點。

## 人口
根據2020年美國人口普查的數據，錫達海茨的面積為0.56平方千米，當中陸地面積為0.56平方千米，而水域面積為0.00平方千米。當地共有人口1597人，而人口密度為每平方千米2,851.79人。